# 動議
動議（どうぎ）とは、会議の遂行や手続に関して議員（委員）が議会（委員会）に対して行う提議。

## 動議の分類
動議の分類には各種あり定説はないとされる。

### 態様による分類
動議は態様によって、それ自体のため他の議事から切り離されて別個に議決することになる独立動議（懲罰動議など）と一定の議事が行われていることを前提とする議事の進行や手続に関する付随動議に分けられる（討論終結の動議など）。主動議（独立の動議）とそれ以外の動議（付随的動議、代替動議、修正動議の3種）に分ける説もある。

### 内容による分類
動議は内容によって議事一般に関する動議、議題に直接関係する動議、組織又は事件に関する動議に分けられる。
議事一般に関する動議
休憩の動議、散会又は延会の動議、会期延長の動議などがこれにあたる。
議題に直接関係する動議
趣旨説明省略の動議、討論終結の動議などがこれにあたる。
組織又は事件に関する動議
会期決定に関する動議、特別委員会設置の動議、懲罰動議などがこれにあたる。

## 動議の提案
動議を提案（提出）することは提議または発議という。ただし提出された動議そのものを提議または発議と呼ぶこともある。

### 提案者
一般にいう動議の提案者は議員であり、この議員には議長は含まれないとされる。ただし、多数説は議長によって行われる議長発議も性質の点では動議の一種であると考えられている。
なお、日本の衆議院では議事進行係が置かれるのが例である。

### 提案要件
動議は本来ならば通例一人で提出しうる。しかし、会議規則などでは動議の提案には賛成者一人を要するとしていることが多い（日本の参議院規則90条など参照）。これは単なる私語と区別するとともに議事妨害を防止する意味を持つ。これに対して衆議院では賛成者は必要とされていない。なお、動議は会議で取り上げて議決することが可能であるとともに、その議決が実質的に意味をもつ間になされることを要する。

## 動議の成立
提案された動議が議題に供せられる状態となることを動議の成立という。賛成者の不足など動議の提案要件を満たしていなかったものが、直後に賛成者を得て動議の提案要件を満たして提案された場合にも、最初の動議が成立していない以上は一事不再議に反するものではないとされる。

## 動議の競合
成立した動議を議題に供する順位が問題となる場合があり、先決動機が複数重なる場合には特に問題とされる。原則的な基準には次のようなものがある。
1. 決定しない以上は議事進行が困難となるものは最優先の先決問題となる[10]（例として休憩の動議、散会の動議、延会の動議、議長の不信任動議、議員の懲罰動議や資格決定など[10]）。
2. 議題について議論をできるだけ終結させないよう正規の手続に沿うものから順に決する[11]（討論終局の動議と延会の動議では延会の動議が優先し、即決の動議と議事延長の動議では議事延長の動議が優先し、質疑終結の動議と質疑継続の動議では質疑継続の動議が優先する[11]）。
3. 一つの先決問題の採決によって他の先決問題を議題とする機会を失わせないように決する[11]（休憩動議と散会動議では休憩動議が優先し、延会動議と即決動議では延会動議が優先する[11]）。
4. 現状肯定的な動議と現状否定的な動議では現状肯定的な動議を優先して決する[12]（議長の不信任動議と信任動議とでは信任動議を優先して採決する[12]）。